# Syvert
Syvert ist ein männlicher Vorname.

## Herkunft und Bedeutung
Syvert ist eine norwegische Variante der Namens Sivert.

## Bekannte Namensträger
- Syvert Paul Nørsett (1944–2024), norwegischer Mathematiker